# Mackinia coreana
Mackinia coreana är en kräftdjursart som beskrevs av Matsumoto 1967. Mackinia coreana ingår i släktet Mackinia och familjen Janiridae. Inga underarter finns listade i Catalogue of Life.